# Кім Новак
Кім Новак (англ. Kim Novak, при народженні Мерілін Полін Новак, англ. Marilyn Pauline Novak, нар. 13 лютого 1933, Чикаго, Іллінойс) — американська акторка, модель та художниця.

## Життєпис
Народилася 13 лютого 1933 року у Чикаго в родині вчителя історії Джозефа Новака (1897—1987) та кравчині Бланш Крал (1907—1985), які обоє походили з родин чеських іммігрантів. Її сестра Арлін Френсіс Новак, у шлюбі Мальмборг (1930—2024), була дизайнеркою одягу у Чикаго. Навчалася у початковій школі Вільяма Пенна, середній школі Фаррагут, коледжі Вілбура Райта та Школі Чиказького інституту мистецтв, після чого почала працювати моделлю і переїхала до Лос-Анджелесу.
1953 року дебютувала в кіно епізодичнію роллю в музичному фільмі «Французький рейс» з Джейн Рассел, тоді ж студія Columbia Pictures підписала з нею контракт, змінивши її ім'я на Кім, щоб уникнути плутанини з Мерилін Монро. 1954 року виконала одну з головних ролей у фільмі-нуар «Легка здобич» Річарда Квайна.
1955 року отримала премію Золотий глобус як найобіцяюча акторка-початківиця за роль у романтичній комедії «Фі» (1954) з Джуді Голідей і Джеком Леммоном. Того ж року знялася у фільмі Отто Премінгера «Людина із золотою  рукою» з Френком Сінатрою, а також виконала роль Мадж Оуенс у кінодрамі Джошуа Логана «Пікнік» з Вільямом Голденом, за яку була номінована на премію BAFTA як найкраща іноземна акторка. Наступним успіхом стала роль танцюристки Лінди Інгліш у музичній комедії «Приятель Джої» Джорджа Сідні, де зіграла спільно з Сінатрою і Рітою Гейворт. 1957 року на 14-й церемонії нагородження премії Золотий глобус отримала премію Генрієтти (світова улюблениця — акторка).
1958 року спільно з Джеймсом Стюартом зіграла у трилері «Запаморочення» Альфреда Гічкока (спершу режисер запропонував цю роль Вірі Майлз, але та була змушена відмовитися через вагітність). Стрічка зазнала невдачі в прокаті, але пізніше була визнана класикою жанру. Того ж року втілила образ сучасної відьми в успішній романтичній комедії «Дзвін, книга і свічка» Річарда Квайна. 1959 року разом з Фредріком Марчем зіграла у кінодрамі «Середина ночі» Делберта Манна, яку пізніше називала своєю найкращою акторською роботою. 1960 року удостоєна іменної зірки на Голлівудській алеї слави.
На початку 1960-х її кар'єра пішла на спад. Найбільш відомі ролі того часу зіграла в фільмах «Хлопці йдуть гулять» (1962), «Тягар пристрастей людських» (1964), «Поцілуй мене, дурнику» (1964) та «Любовні пригоди Молль Флендерс» (1965). У листопаді 1965 року під час зйомок в містичній драмі «Око Диявола» Новак впала з коня, отримавши серйозну травму спини, після чого була замінена на Дебору Керр. Починаючи з 1970-х майже припинила зніматися, зігравши лише кілька ролей в кіно та на телебаченні, серед яких Лола Брюстер в детективному фільмі «Дзеркало тріснуло» (1980) за романом Агати Крісті, та Роза Селлерс у кінодрамі «Діти» (1990) за романом Едіт Вортон. Її останньою появою на великому екрані став фільм «Ліберстаум» (1991), але майже всі сцени з нею були вирізані через конфлікт з режисером. Того ж року на її честь було названо астероїд 9339 Кімновак, відкритий Еріком Вальтером Ельстом.
1995 року Кім Новак посіла 92 місце у списку 100 найсексуальніших зірок в історії кіно за версією журналу «Empaire». 1997 року на 47-му Берлінському кінофестивалі нагороджена почесною премією Золотий ведмідь за кар'єрні досягнення. 2005 року британський модельєр Александр Макквін назвав на її честь модель жіночої сумки — The Novak.
2013 року стала почесною гостею Каннського кінофестивалю, де представила відреставровану версію «Запаморочення».
Новак професійно займається живописом, її вчителями були художники Гарлі Браун і Річард Маккінлі. Свої імпресіоністичні та сюрреалістичні картини вона пише аквареллю, олійними фарбами та пастеллю. 2019 року — з червня по листопад — в місті Янгстаун, Огайо, проходила велика ретроспективна виставка її робіт, організована Інститутом американського мистецтва Батлера (Butler Institute of American Art). 2021 року Інститутом Батлера було видано книгу з підбіркою її картин під назвою «Кім Новак: Її мистецтво і життя» (англ. Kim Novak: Her Art and Life). Виставка більш пізніх робіт Новак проходила в Інституті Батлера з червня по серпень 2024 року.

## Особисте життя
У 1950-х роках Новак зустрічалася з політиком Рамфісом Трухільйо, сином домініканського диктатора Рафаеля Трухільйо, дипломатом Порфіріо Рубіроса та співаком Семмі Девісом-молодшим. 1959 року була заручена з режисером Річардом Квайном. На початку 1970-х перебувала у стосунках з актором Майклом Брендоном.
1965 року Новак вступила у шлюб з британським актором Річардом Джонсоном. Наступного року пара розлучилася, що не завадило їм лишитися друзями.
1966 року, після того, як її будинок у Бел-Ейр було знищено зсувом грунту, Новак переселилася на каліфорнійський Біг-Сур, де почала розводити коней. Це призвело до знайомства 1974 року з ветеринаром Робертом Моллоєм, який став її другим чоловіком 12 березня 1976 року. Подружжя побудувало дерев'яний будинок на березі річки Вільямсон поблизу Чилоквіна, Орегон, де й проживало до 1997 року, коли придбали — там само в штаті Орегон — 43-акрове ранчо. Шлюб Новак і Моллоя тривав 44 роки — до смерті чоловіка 27 листопада 2020 року в 80-річному віці.
У жовтні 2010 року в Кім Новак було діагностовано рак молочної залози. Згодом акторка повідомила, що пройшла курс лікування і подолала хворобу.

## Фільмографія
| Рік       |    | Українська назва                 | Оригінальна назва                       | Роль                            |
| --------- | -- | -------------------------------- | --------------------------------------- | ------------------------------- |
| 1953      | ф  | Французький рейс                 | The French Line                         | модель                          |
| 1954      | ф  | Легка здобич                     | Pushover                                | Лона Маклейн                    |
| 1954      | ф  | Фі                               | Phffft                                  | Дженіс                          |
| 1955      | ф  | Син Сіндбада                     | Son of Sinbad                           | нальотчиця                      |
| 1955      | ф  | П'ятеро проти казино             | 5 Against the House                     | Кей Грейлек                     |
| 1955      | ф  | Людина із золотою рукою          | The Man with the Golden Arm             | Моллі                           |
| 1955      | ф  | Пікнік                           | Picnic                                  | Мадж Оуенс                      |
| 1956      | ф  | Історія Едді Дучина              | The Eddy Duchin Story                   | Марджорі Оелрічс                |
| 1957      | ф  | Джинн Іглс                       | Jeanne Eagels                           | Джинн Іглс                      |
| 1957      | ф  | Приятель Джої                    | Pal Joey                                | Лінда Інгліш                    |
| 1958      | ф  | Запаморочення                    | Vertigo                                 | Мадлен Елстер / Джуді Бартон    |
| 1958      | ф  | Дзвін, книга та свічка           | Bell, Book and Candle                   | Джиліан Голройд                 |
| 1959      | ф  | Середина ночі                    | Middle of the Night                     | Бетті Прайшер                   |
| 1960      | ф  | Ми незнайомі, коли зустрічаємось | Strangers When We Meet                  | Маргарет Голт                   |
| 1960      | ф  | Мексиканець в Голлівуді          | Pepe                                    | у ролі самої себе               |
| 1962      | ф  | Тридцять три нещастя             | The Notorious Landlady                  | місіс Карлайл Гардвік (Керлі)   |
| 1962      | ф  | Хлопці йдуть гулять              | Boys’ Night Out                         | Кеті                            |
| 1964      | ф  | Тягар пристрастей людських       | Of Human Bondage                        | Мілдред Роджерс                 |
| 1964      | ф  | Поцілуй мене, дурнику            | Kiss Me, Stupid                         | Поллі                           |
| 1965      | ф  | Любовні пригоди Молль Флендерс   | The Amorous Adventures of Moll Flanders | Молль Флендерс                  |
| 1968      | ф  | Легенда про Лайлу Клер           | The Legend of Lylah Clare               | Ельза                           |
| 1969      | ф  | Велике пограбування банку        | The Great Bank Robbery                  | сестра Ліда                     |
| 1973      | тф | Третя дівчина зліва              | The Third Girl from the Left            | Глорія Джойс                    |
| 1973      | ф  | Розповіді, свідки божевілля      | Tales That Witness Madness              | Оріоль                          |
| 1975      | тф | Трикутник Сатани                 | Satan’s Triangle                        | Єва                             |
| 1977      | ф  | Білий бізон                      | The White Buffalo                       | Дженні Покер (місіс Шермерхорн) |
| 1978      | ф  | Прекрасний жиголо, бідний жиголо | Schöner Gigolo, armer Gigolo            | Хельга фон Кайзерлінг           |
| 1980      | ф  | Дзеркало тріснуло                | The Mirror Crack’d                      | Лола Брюстер                    |
| 1983      | тф | Малібу                           | Malibu                                  | Біллі Фарнсворт                 |
| 1985      | с  | Альфред Гічкок представляє       | Alfred Hitchcock Presents               | Роза                            |
| 1986—1987 | с  | Соколине гніздо                  | Falcon Crest                            | Кіт Марлоу                      |
| 1990      | ф  | Діти                             | The Children                            | Роза Селлерс                    |
| 1991      | ф  | Ліберстраум                      | Liebestraum                             | Ліліан Андерсон Маннсен         |

## Нагороди та номінації
Золотий глобус
- 1955 — Найкраща акторка-новачок (Фі).
- 1957 — Премія Генрієтти (світова улюблениця — акторка).

BAFTA
- 1957 — Номінація на найкращу іноземну акторку (Пікнік).

Берлінський міжнародний кінофестиваль
- 1997 — Почесна премія Золотий ведмідь за кар'єрні досягнення.

Венеційський кінофестиваль
- 2025 — Золотий лев за кар'єру[18].

## Галерея

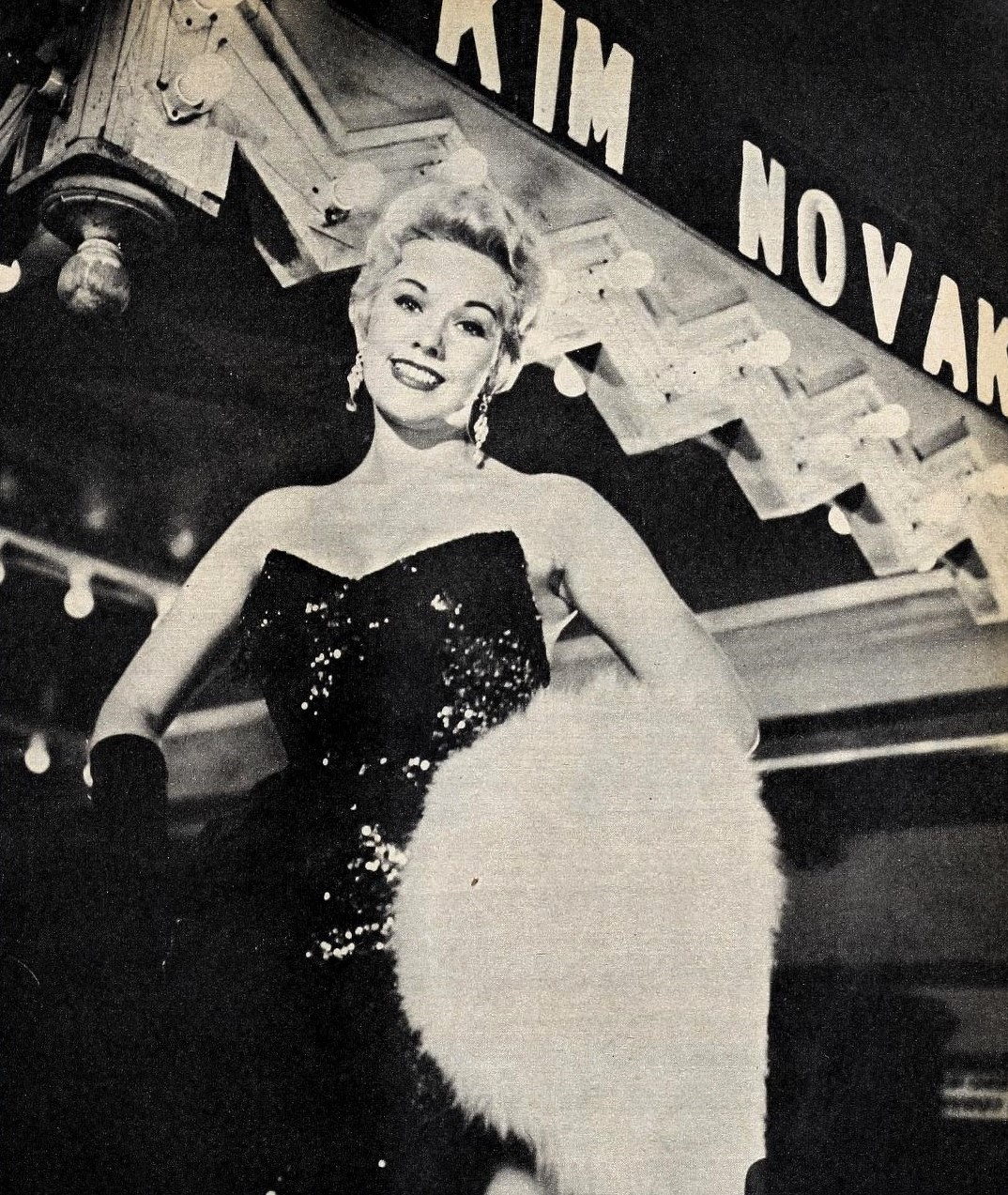
Кім Новак у фільмі «Фі» (1954)
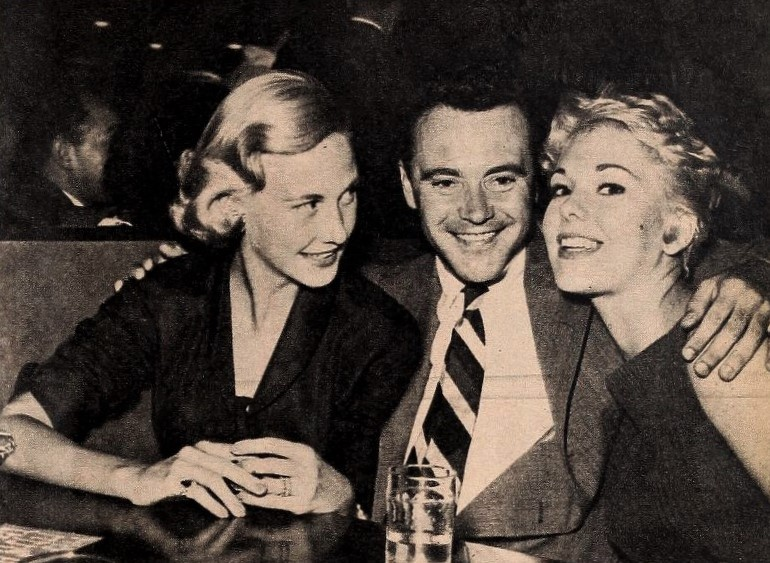
Синтія Леммон, Джек Леммон та Кім Новак у 1955 році
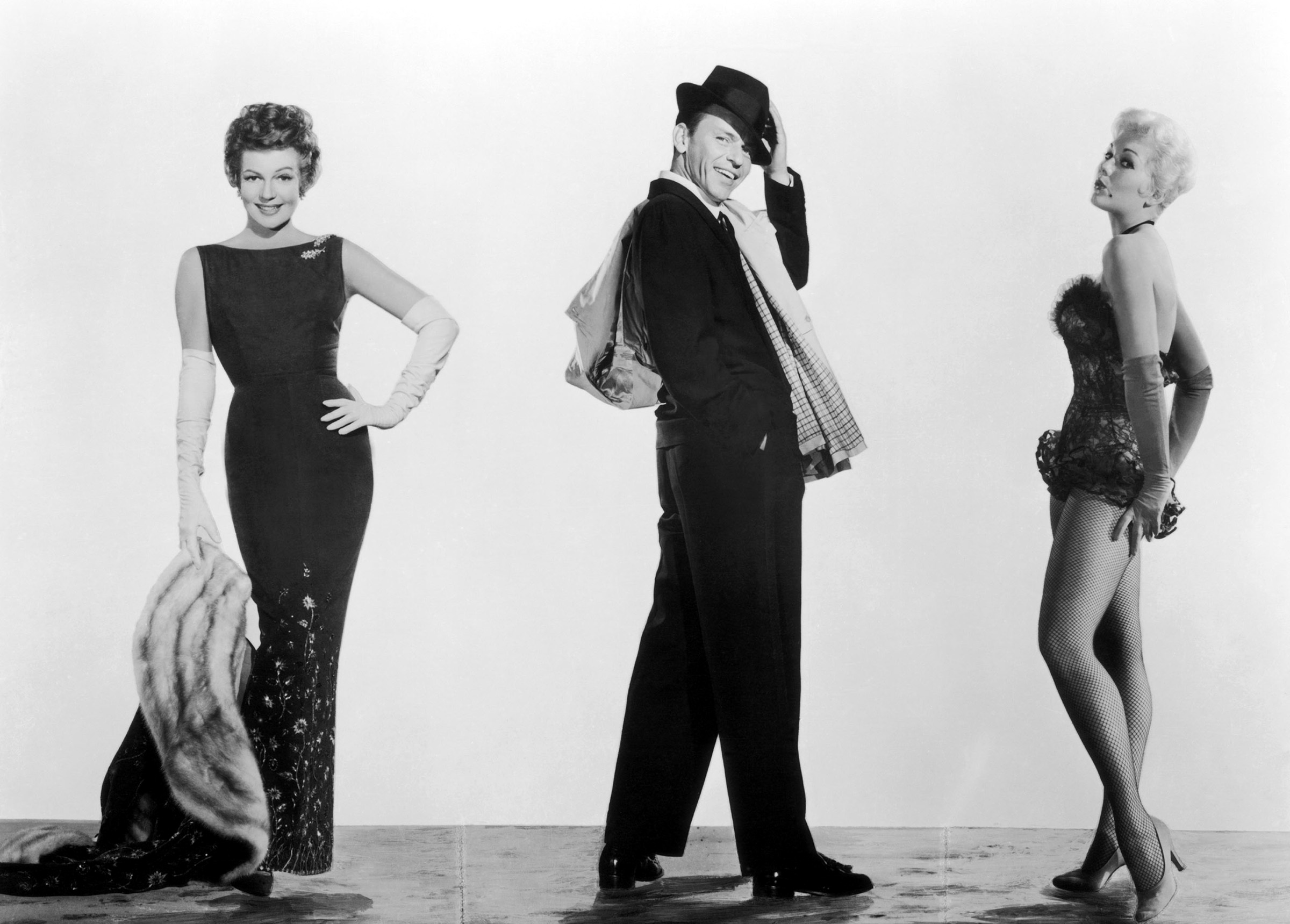
Ріта Гейворт, Френк Сінатра та Кім Новак у фільмі «Приятель Джої» (1957)
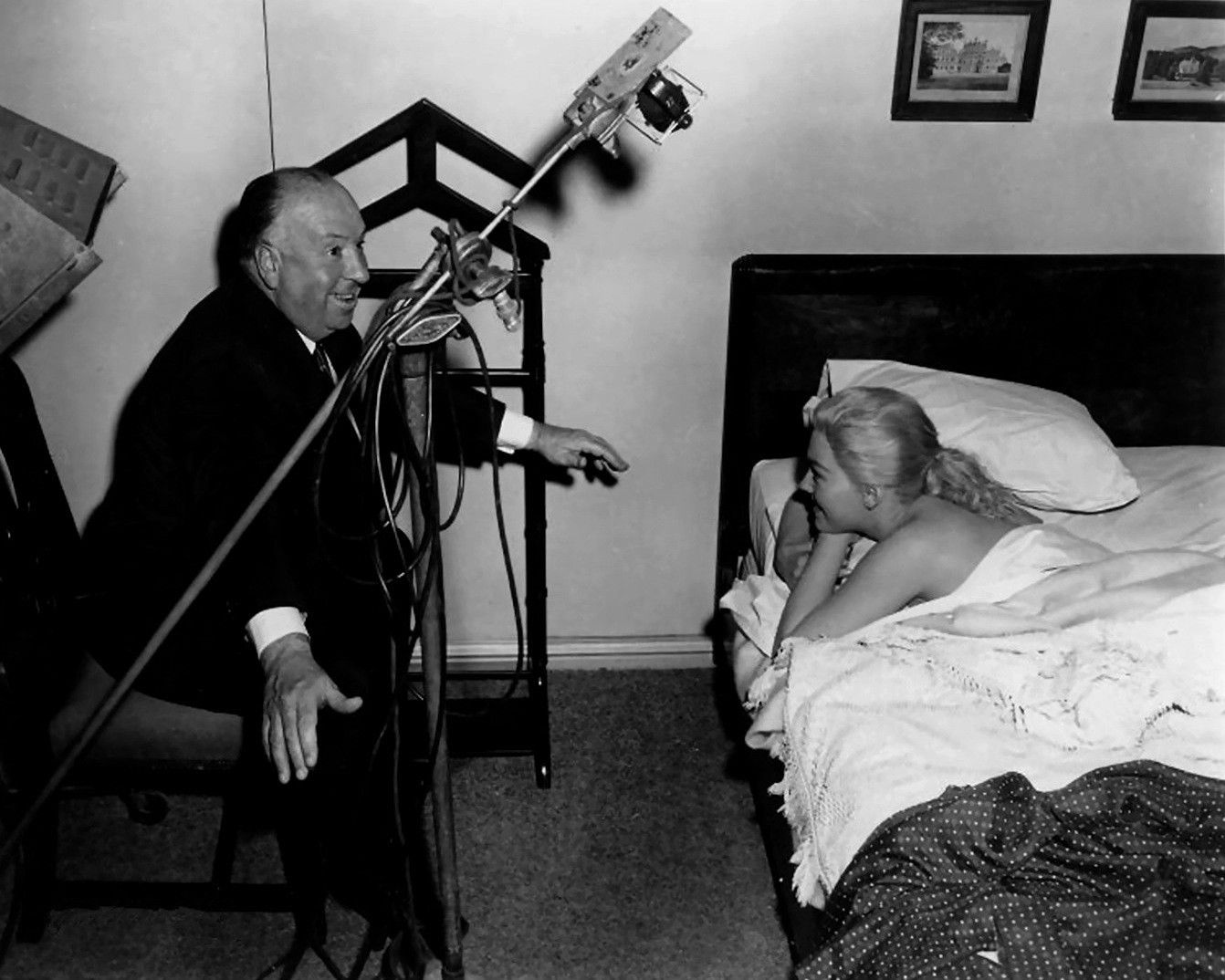
Альфред Гічкок і Кім Новак на зйомках фільму «Запаморочення» у 1958 році
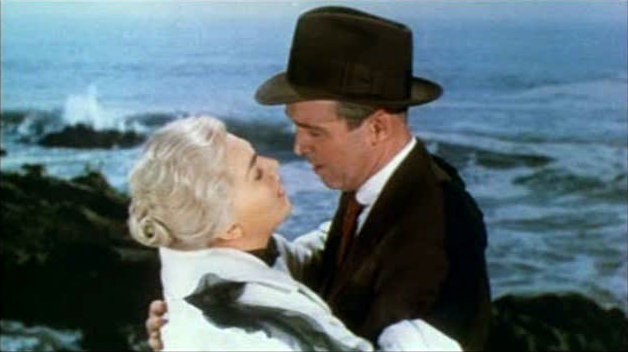
Кім Новак і Джеймс Стюарт у фільмі «Запаморочення» (1958)
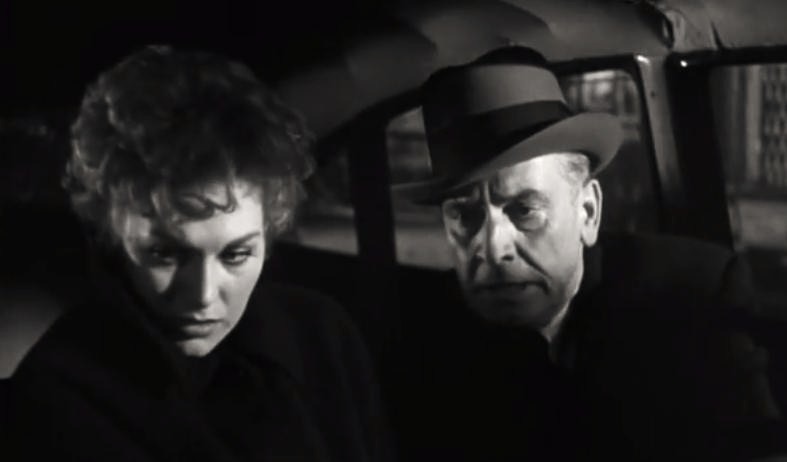
Кім Новак і Фредрік Марч у фільмі «Середина ночі» (1959)
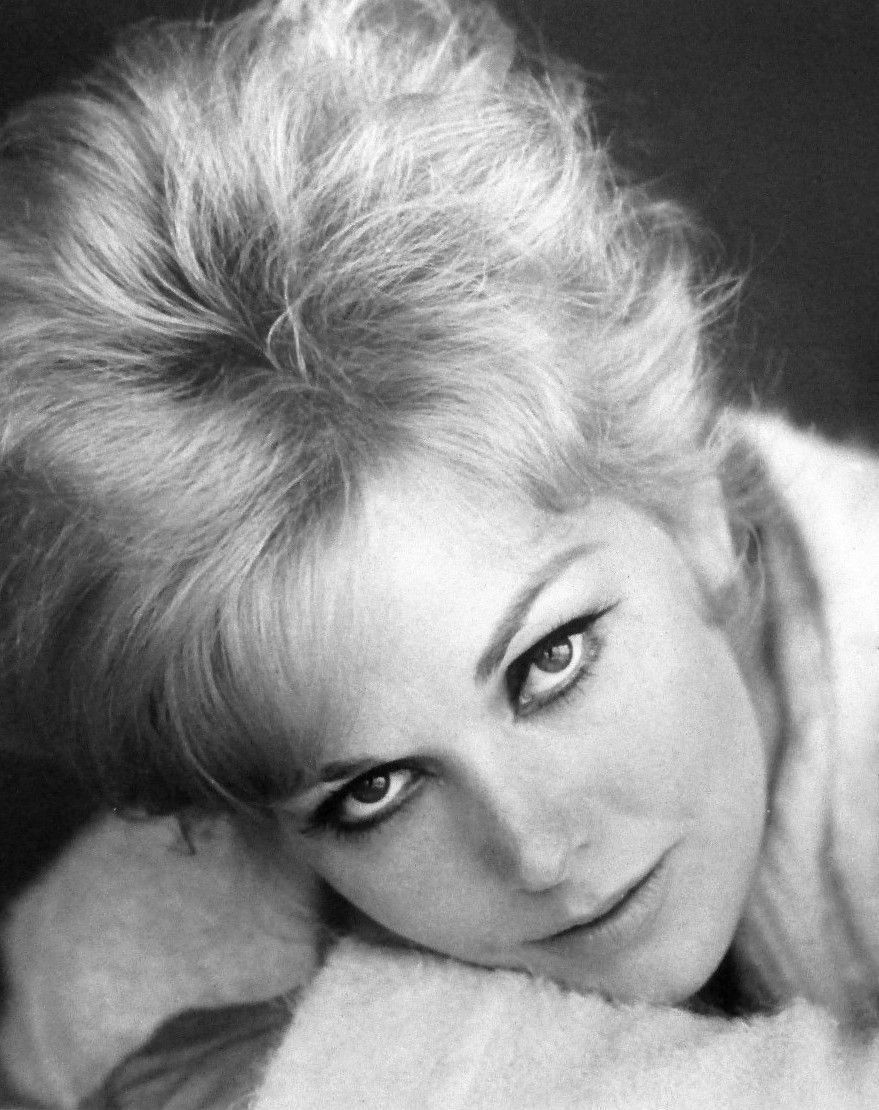
Кім Новак у 1960-х роках
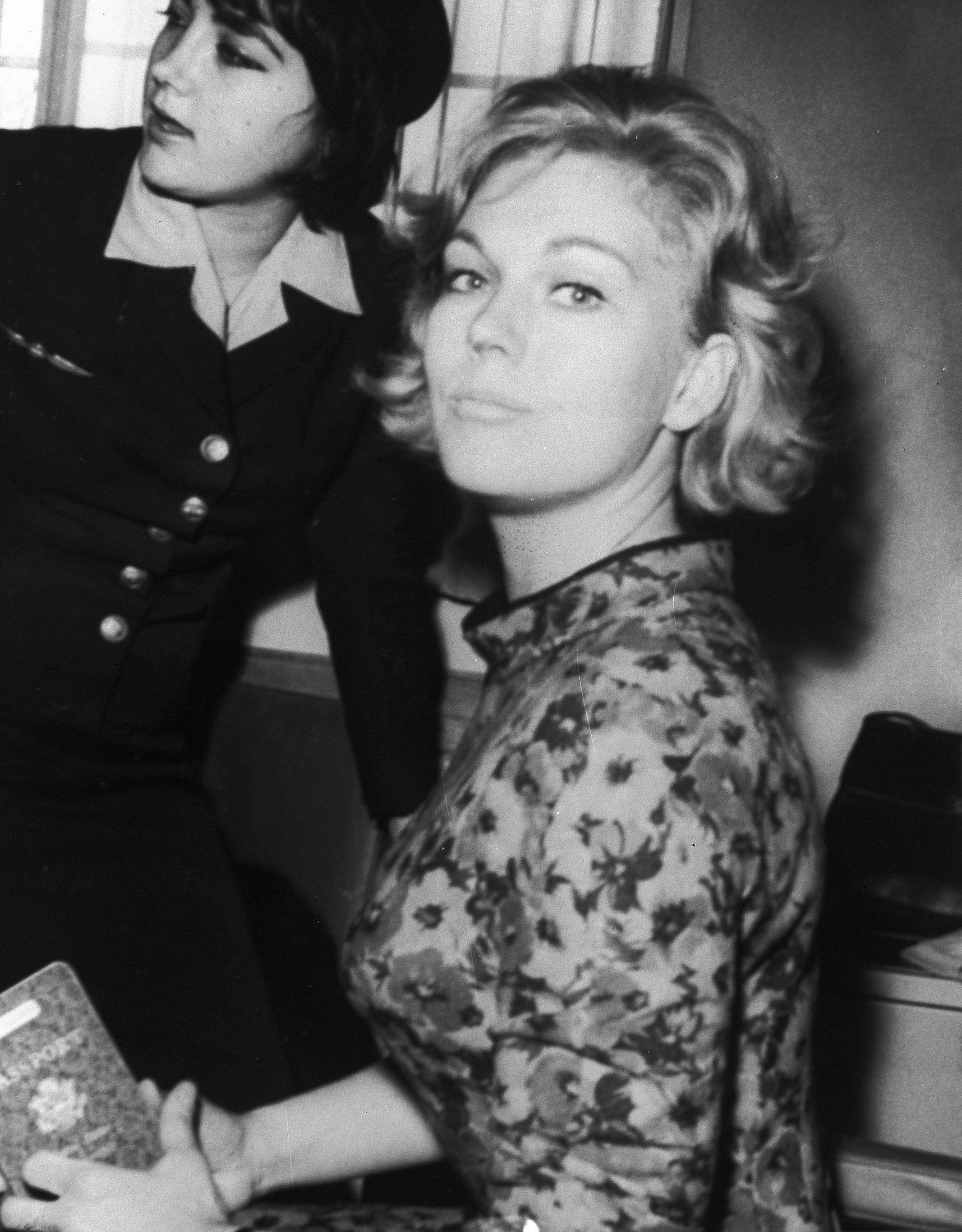
Кім Новак у Мадриді в 1962 році
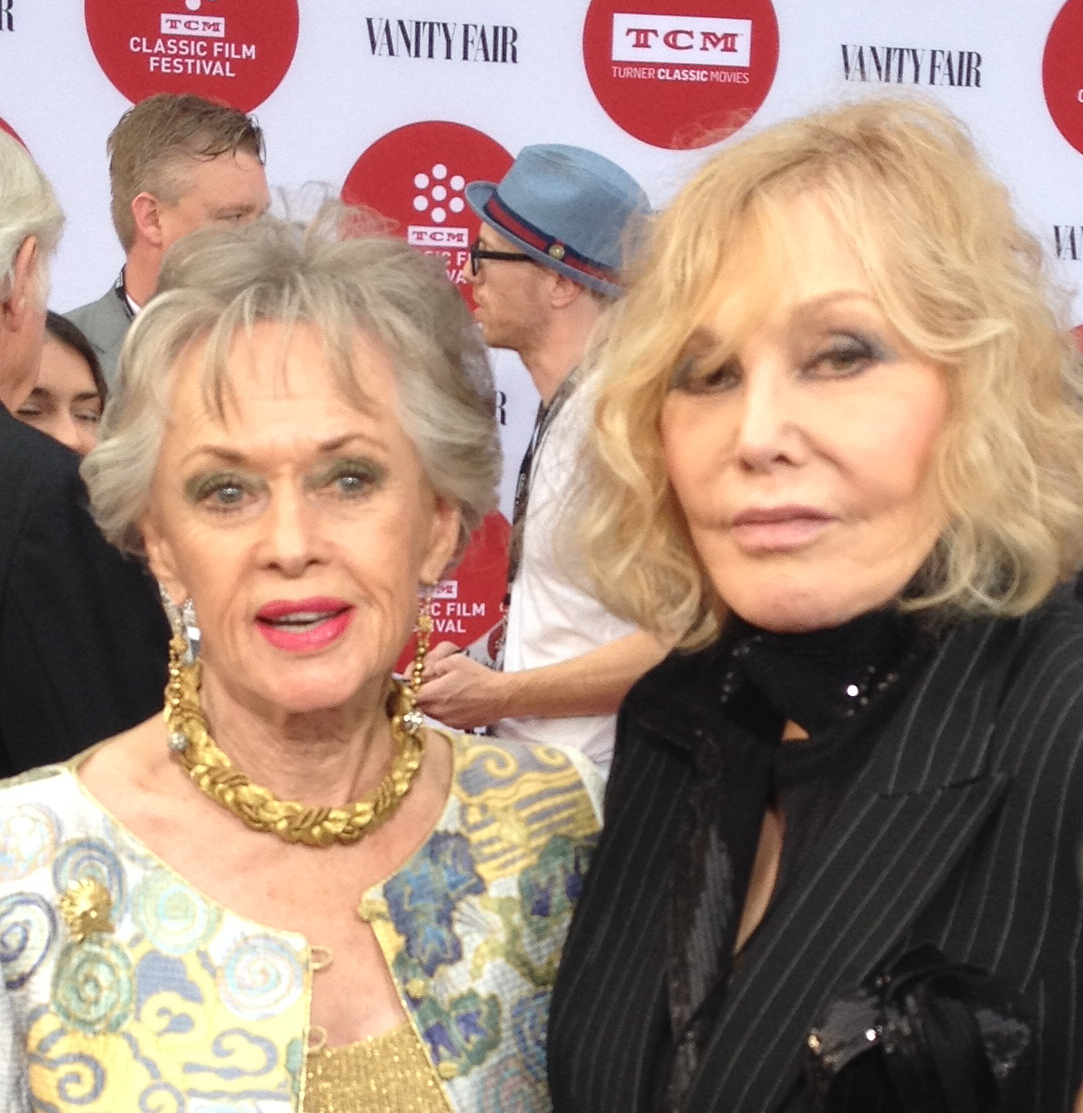
Тіппі Гедрен і Кім Новак у 2014 році
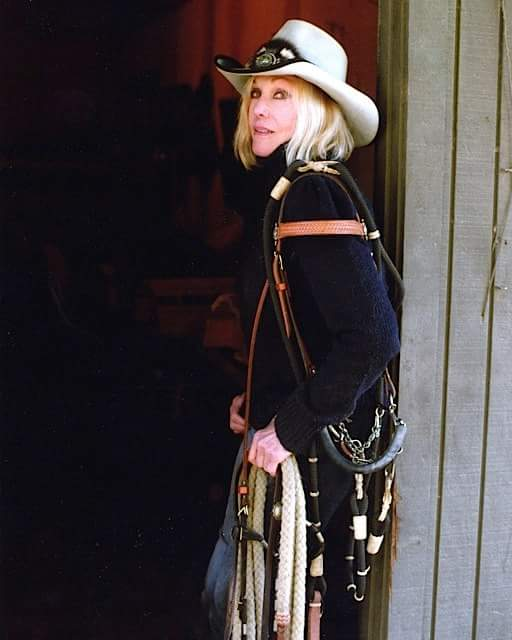
Кім Новак в себе вдома у 2014 році